# Peter Härtling

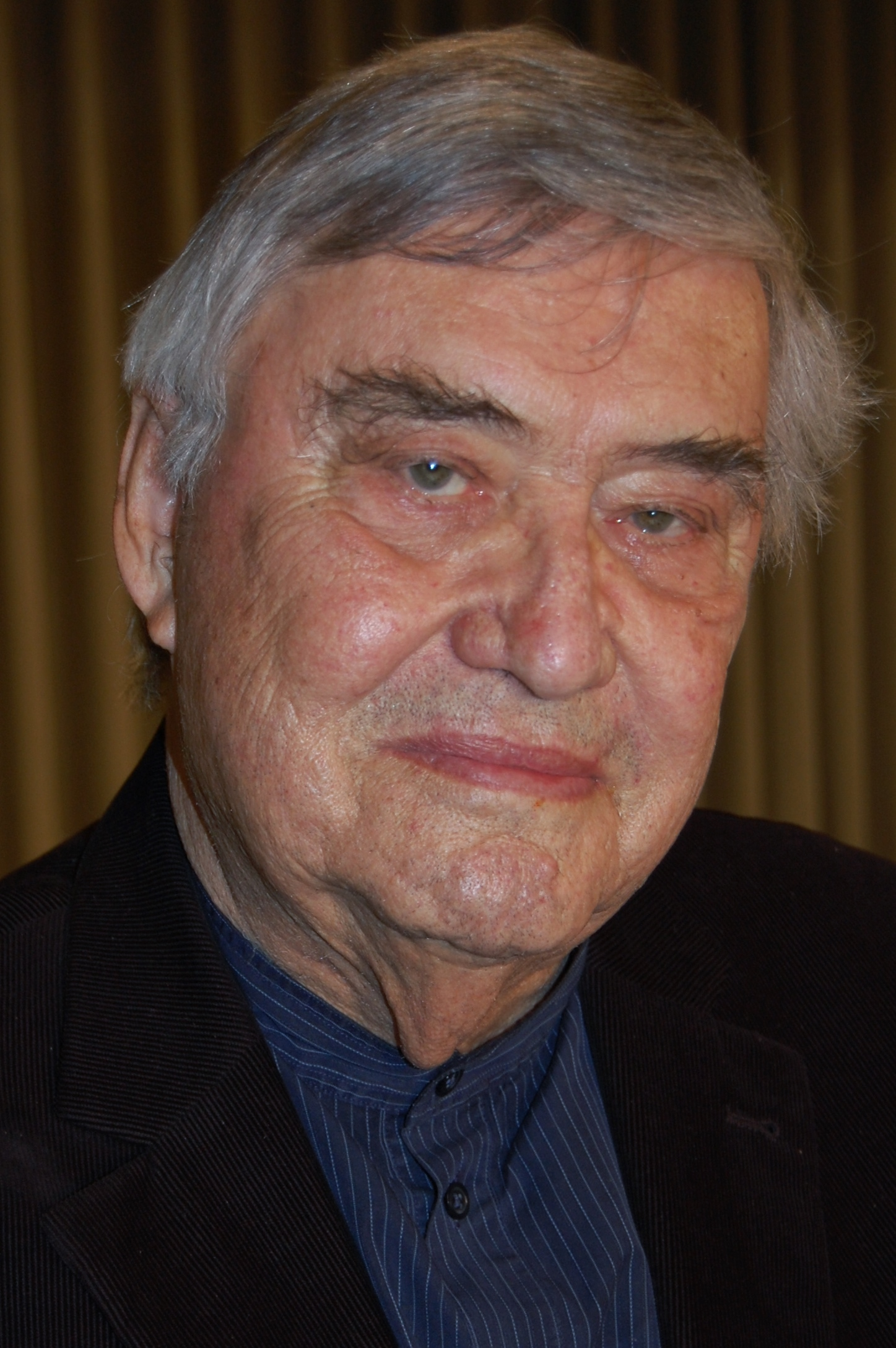
Peter Härtling im 80. Lebensjahr (2013)

Peter Härtling (* 13. November 1933 in Chemnitz; † 10. Juli 2017 in Rüsselsheim am Main) war ein deutscher Schriftsteller, Herausgeber und Journalist.

## Leben

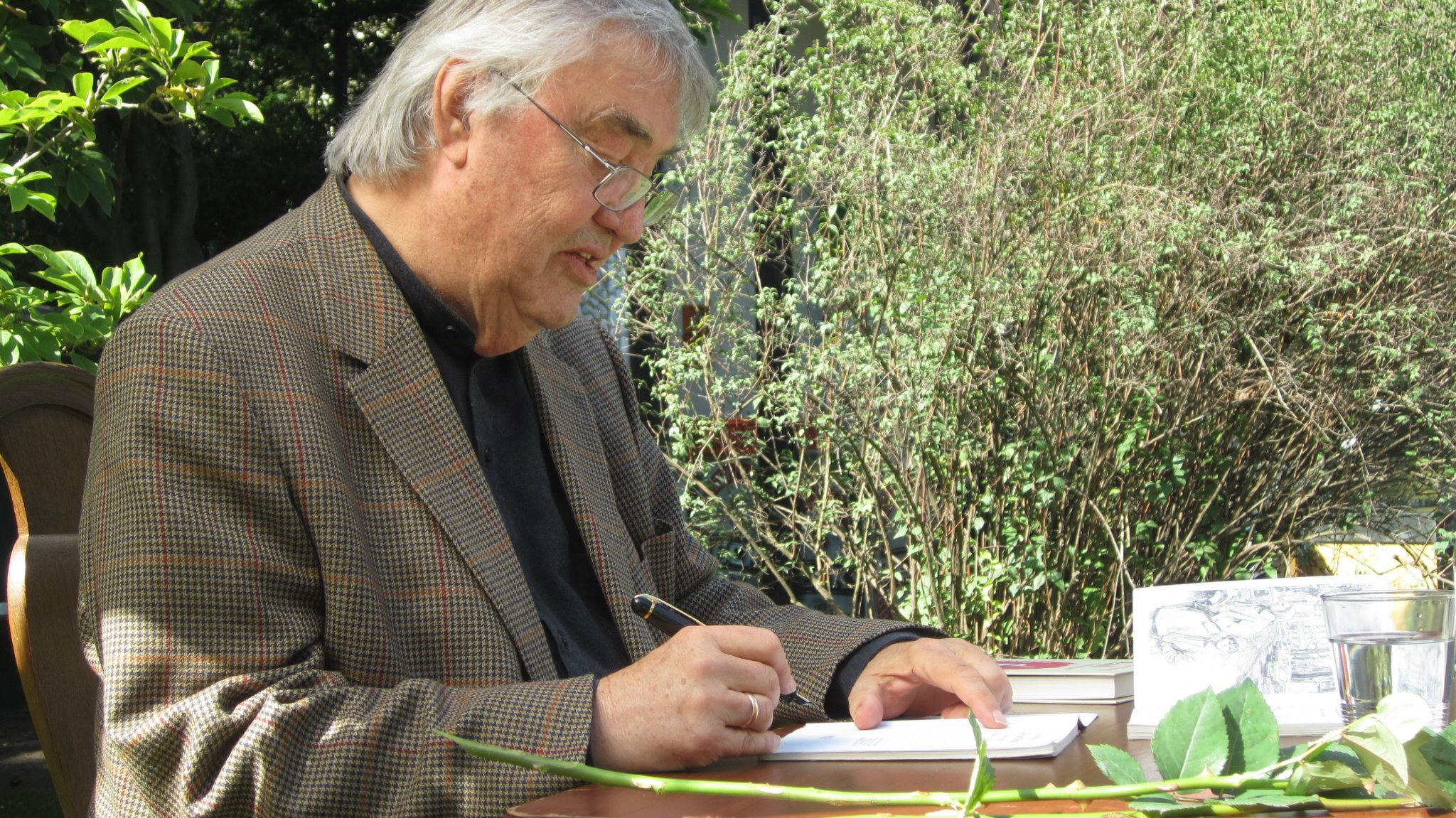
Peter Härtling (2011 beim Kinder- und Jugendprogramm des Internationalen Literaturfestivals Berlin)

Peter Härtling verbrachte seine Kindheit zunächst in Hartmannsdorf bei Chemnitz, wo sein Vater eine Rechtsanwaltskanzlei unterhielt. Während des Zweiten Weltkriegs zog die Familie nach Olmütz in Nordmähren, gegen Ende des Kriegs floh sie vor der Roten Armee nach Zwettl in Niederösterreich. Im Juni 1945 starb der Vater in sowjetischer Kriegsgefangenschaft. Nach dem Krieg übersiedelte Härtling nach Nürtingen, besuchte dort das Max-Planck-Gymnasium und wurde Volontär bei der Nürtinger Zeitung. 1946 nahm sich seine Mutter das Leben. Deren Vergewaltigung durch russische Soldaten hatte Härtling 1945 mitansehen müssen.
1948 lernte er in Nürtingen den Bildhauer Fritz Ruoff kennen, der zu seinem Mentor wurde. 1959 heiratete er die Psychologin Mechthild Maier. Das Paar hat vier gemeinsame Kinder.
1954/1955 war Härtling Redakteur bei der Heidenheimer Zeitung, von 1956 bis 1962 bei der Deutschen Zeitung und von 1962 bis 1964 bei der Zeitschrift Der Monat, deren Mitherausgeber er daraufhin bis zum Jahr 1970 war. In den 1960er Jahren beteiligte sich Härtling an Wahlkämpfen für die SPD, später wandte er sich von ihr ab und unterstützte die Friedensbewegung.
Härtling war 1967 als Cheflektor und von 1968 bis Ende 1973 in der Geschäftsleitung des S. Fischer Verlags in Frankfurt am Main tätig. Seit 1974 arbeitete er als freier Schriftsteller. Im Wintersemester 1983/84 hielt Härtling die Frankfurter Poetik-Vorlesungen, in deren Verlauf die Erzählung Der spanische Soldat nach einer Fotografie von Robert Capa entstand. Von 1985 bis 1991 war er Mitglied der Synode der EKD.
Von 1998 bis 2006 war Härtling Präsident der Hölderlin-Gesellschaft. Er war Mitglied der Akademie der Wissenschaften und der Literatur Mainz, der Deutschen Akademie für Sprache und Dichtung, der Akademie der Künste Berlin und des PEN-Zentrums Deutschland. Ihm wurden darüber hinaus viele Literaturpreise und Auszeichnungen anderer Art zuteil, wie z. B. im Jahr 2004 die Ehrenbürgerschaft der Stadt Nürtingen, in der auch ein privates Gymnasium nach ihm benannt wurde. Rund 20 Schulen wurden bislang nach ihm benannt. Ab 2012 war Härtling ehrenamtlich als „Botschafter“ für die Deutsche Lungenstiftung tätig.
Peter Härtling lebte von 1973 bis zu seinem Tod im hessischen Mörfelden-Walldorf.

## Wirken

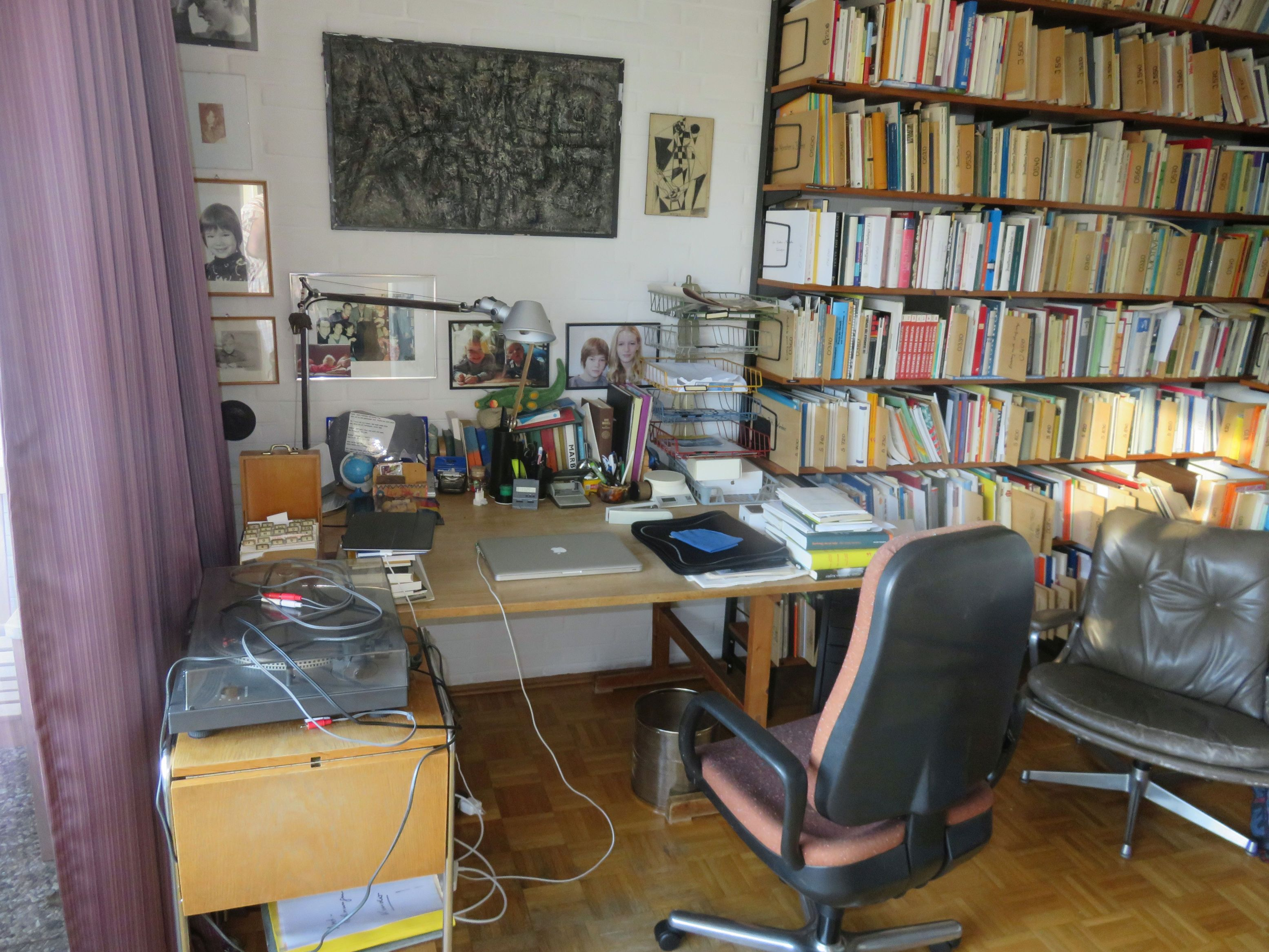
Arbeitszimmer von Schriftsteller Peter Härtling in seinem Wohnhaus in Mörfelden-Walldorf (März 2019)

Peter Härtling widmete einen großen Teil seines literarischen Werkes – sowohl in der Lyrik als auch in der Prosa – der Aufarbeitung der Geschichte und der eigenen Vergangenheit. Der autobiografische Roman Zwettl (1973) beschäftigt sich mit der Zeit in Niederösterreich nach der Flucht der Familie vor der Roten Armee. Nachgetragene Liebe (1980) verarbeitet Härtlings Erinnerungen an den früh verstorbenen Vater. In seinem 1990 erschienenen mit Mein Roman bezeichneten Buch Herzwand beschreibt der Autor – ausgelöst durch eine Herzuntersuchung in einer Klinik – seinen Lebensweg von der Ankunft als Flüchtlingskind in Nürtingen über die Förderung in Schule und Ausbildungszeit bis zum Mitwirken an den Auseinandersetzungen um die Startbahn West des Frankfurter Flughafens.
Thematisch prägend ist in Härtlings Gedichten, Essays und Kritiken auch die Heimat, die er in Württemberg gefunden hat.
Den Hintergrund für einen weiteren Schwerpunkt seines Schaffens bilden die Literatur und die Musik der Romantik. Härtling bereitete die Lebensgeschichten der Schriftsteller Friedrich Hölderlin, Wilhelm Waiblinger und E. T. A. Hoffmann sowie der Komponisten Franz Schubert und Robert Schumann in Romanbiografien auf. Mit Niembsch (= Nikolaus Lenau) leistete er einen frühen Beitrag zur Postmoderne. Dem Liederzyklus Winterreise von Schubert kam eine besondere Bedeutung für Härtling zu, so dass er 1988 mit Der Wanderer ein eigenes Buch dazu veröffentlichte.

„Wir gleichen dem namenlosen Wanderer. Wir wandern nicht mehr, um anzukommen, wir sind unterwegs in einer frostigen, auskühlenden Welt.“

### Kinderbücher
Nachdem Härtling 1969 eine Laudatio auf den tschechischen Kinderbuchautor Jan Procházka gehalten hatte, begann er 1970, selbst Bücher für Kinder zu schreiben. Seine Kinder- und Jugendbücher behandeln meist soziale Probleme, die Kinder betreffen. In Das war der Hirbel (1973) geht es um ein geistig behindertes Heimkind und die damit verbundene gesellschaftliche Ausgrenzung, Oma (1975) thematisiert das Altern und den Tod, Theo haut ab (1977) das Ausreißen von zu Hause und von den Eltern. In Ben liebt Anna (1979) verliebt sich ein deutscher Schüler in eine aus Oberschlesien stammende Mitschülerin, ein Spätaussiedlermädchen.

### Hörfunk
Peter Härtling war langjähriger Moderator der Sendung Literatur im Kreuzverhör in hr2, dem Kulturprogramm des Hessischen Rundfunks. Von Januar 2016 bis zu seinem Tod moderierte er monatlich Das kleine Literaturquiz.

## Werke

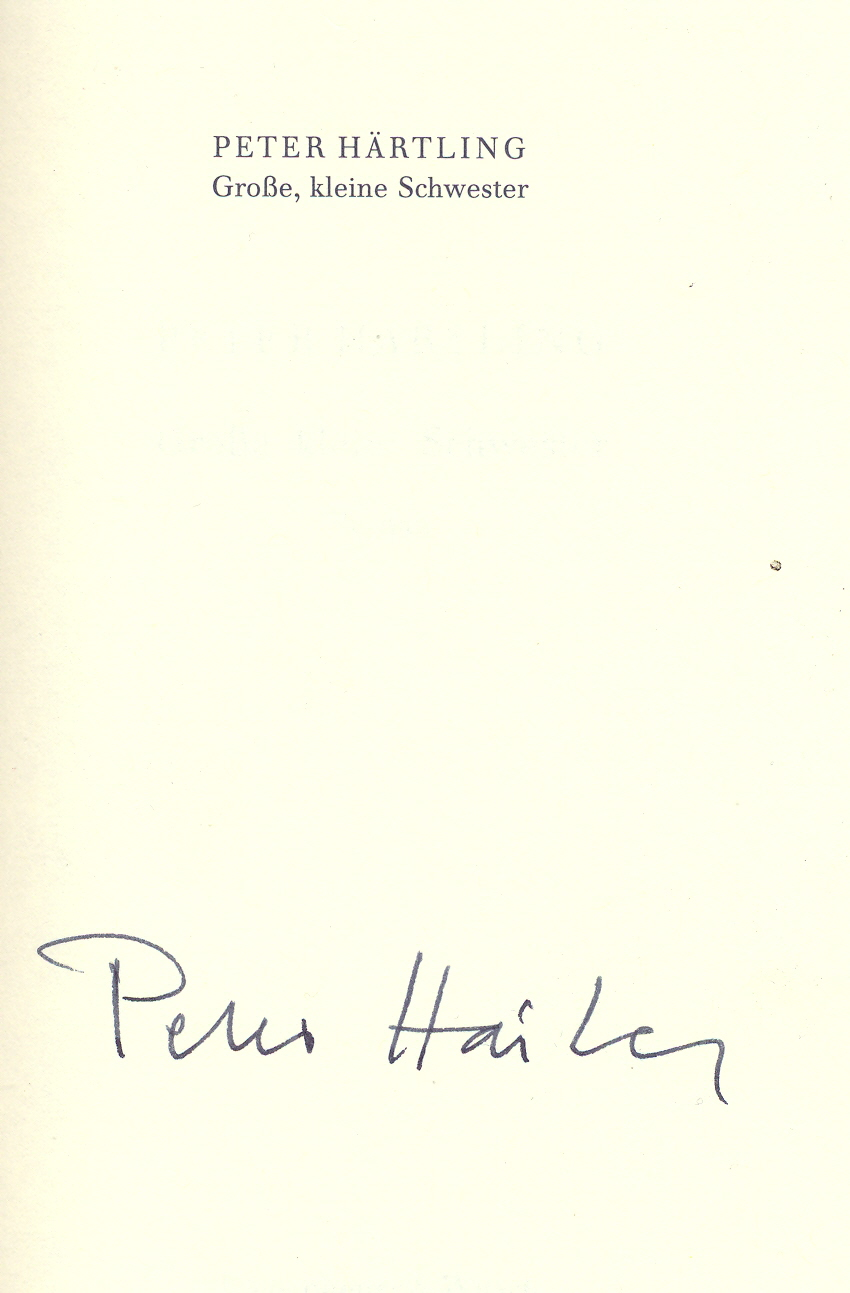
Autogramm von Peter Härtling

### Gedichte
- poeme und songs. Bechtle, Esslingen 1953.
- Yamins Stationen. Bechtle, Esslingen 1955.
- In Zeilen zuhaus. Vom Abenteuer des Gedichts, des Gedichteschreibens und Gedichtelesens. Neske, Pfullingen 1957.
- Unter den Brunnen. Bechtle, Esslingen 1958.
- Spielgeist Spiegelgeist. Goverts, Stuttgart 1962.
- Neue Gedichte. herausgegeben von Hans Dieter Schäfer. Bläschke, Darmstadt 1972.
- Anreden. Gedichte aus den Jahren 1972–1977. Luchterhand, Darmstadt/Neuwied 1977.
- Vorwarnung. Luchterhand, Darmstadt/Neuwied 1983.
- Die Mörsinger Pappel. Luchterhand, Darmstadt/Neuwied 1987.
- Ausgewählte Gedichte – 1953–1979. Luchterhand, Darmstadt/Neuwied 1979.
- Die Gedichte – 1953–1987. Luchterhand, Frankfurt am Main 1989.
- Jürgen Brodwolf und Peter Härtling: Zwanzig Transparentblätter / Fünfzehn Gedichte. Radius, Stuttgart 1989.
- Peter Härtling und Arnulf Rainer: Engel – gibt’s die? 28 Gedichte und 30 Übermalungen. Radius, Stuttgart 1992.
- Das Land, das ich erdachte – Gedichte 1990–1993. Radius, Stuttgart 1993.
- Horizonttheater. Kiepenheuer & Witsch, Köln 1997.
- Versuch, mit meinem Sohn zu reden – Gedichte. Radius, Stuttgart 1999.
- Ein Balkon aus Papier. Kiepenheuer & Witsch, Köln 2000.
- kommen – gehen – bleiben. Gedichte. Radius, Stuttgart 2003.
- Schattenwürfe – Gedichte 2005. Radius, Stuttgart 2005.

### Romane, Erzählungen, Autobiografisches
- Im Schein des Kometen. Die Geschichte einer Opposition. Goverts, Stuttgart 1959.
- Niembsch oder Der Stillstand. Eine Suite, Goverts, Stuttgart 1964.
- Janek. Porträt einer Erinnerung, Goverts, Stuttgart 1966.
- Das Familienfest oder Das Ende der Geschichte. Goverts, Stuttgart 1969.
- Ein Abend eine Nacht ein Morgen. Eine Geschichte, Luchterhand, Neuwied/Berlin 1971.
- Zwettl, Nachprüfung einer Erinnerung. Luchterhand, Darmstadt/Neuwied 1973.
- Eine Frau. Luchterhand, Darmstadt/Neuwied 1974, ISBN 978-3-423-12921-3.
- Hölderlin. Luchterhand, Darmstadt/Neuwied 1976.
- Hubert oder Die Rückkehr nach Casablanca. Luchterhand, Darmstadt/Neuwied 1978.
- Nachgetragene Liebe. Luchterhand, Darmstadt/Neuwied 1980. Sammlung Luchterhand, 1991, ISBN 3-630-61357-8.
- Der wiederholte Unfall. Erzählungen mit einem Nachwort des Autors. Reclam, Stuttgart 1980.
- Die dreifache Maria. Luchterhand, Darmstadt/Neuwied 1982.
- Das Windrad. Luchterhand, Darmstadt/Neuwied 1983.
- Felix Guttmann. Luchterhand, Darmstadt/Neuwied 1985.
- Brief an meine Kinder. Radius, Stuttgart 1986.
- Waiblingers Augen. Luchterhand, Darmstadt/Neuwied 1987.
- Die kleine Welle. Vier Geschichten zur Schöpfungsgeschichte. Radius, Stuttgart 1987.
- Der Wanderer. Luchterhand, Darmstadt/Neuwied 1988.
- Herzwand. Mein Roman, Luchterhand, Hamburg/Zürich 1990.
- Brief an meine Kinder. Erweitert um einen zweiten Brief. Luchterhand, Hamburg/Zürich 1991.
- Schubert. Luchterhand, Hamburg/Zürich 1992
- Božena. Kiepenheuer & Witsch, Köln 1994.
- Schumanns Schatten. Kiepenheuer & Witsch, Köln 1996.
- Große, kleine Schwester. Kiepenheuer & Witsch, Köln 1998.
- Hoffmann oder Die vielfältige Liebe. Kiepenheuer & Witsch, Köln 2001.
- Leben lernen. Erinnerungen, Kiepenheuer & Witsch, Köln 2003.
- Die Lebenslinie. Eine Erfahrung. Kiepenheuer & Witsch, Köln 2005, zuletzt dtv, München 2007, ISBN 978-3-423-13535-1.
- O’Bär an Enkel Samuel. Eine Erzählung mit fünf Briefen. Kiepenheuer & Witsch, Köln 2008.
- Liebste Fenchel! Das Leben der Fanny Hensel-Mendelssohn in Etüden und Intermezzi. Kiepenheuer & Witsch, Köln 2011, ISBN 978-3-462-04312-9.
- Tage mit Echo. Zwei Erzählungen. Kiepenheuer & Witsch, Köln 2013, ISBN 978-3-462-04572-7.
- 80. Versuch einer Summe. Radius, Stuttgart 2013, ISBN 978-3-87173-957-6.
- Verdi. Ein Roman in neun Fantasien. Kiepenheuer & Witsch, Köln 2015, ISBN 978-3-462-04808-7.
- Der Gedankenspieler. Kiepenheuer & Witsch, Köln 2018, ISBN 978-3-462-05177-3.

### Dramatik
- Gilles. Ein Kostümstück aus der Revolution. Goverts, Stuttgart 1970.
- Melchinger Winterreise. Stationen für die Erinnerung. Radius, Stuttgart 1998. Uraufführung 1998, Theater Lindenhof Melchingen.

### Kinderbücher
- ... und das ist die ganze Familie. Tagesläufe mit Kindern. Georg Bitter, Recklinghausen 1970.
- Das war der Hirbel. Beltz & Gelberg, Weinheim 1973.
- Zum laut und leise Lesen. Geschichten und Gedichte für Kinder, Luchterhand, Darmstadt/Neuwied 1975.
- Oma. Beltz & Gelberg, Weinheim 1975.
- Theo haut ab. Beltz & Gelberg, Weinheim 1977.
- Ben liebt Anna. Beltz & Gelberg, Weinheim 1979.
- Sofie macht Geschichten. Beltz & Gelberg, Weinheim/Basel 1980.
- Alter John. Beltz & Gelberg, Weinheim/Basel 1981.
- Jakob hinter der blauen Tür. Beltz & Gelberg, Weinheim/Basel 1983.
- Krücke. Beltz & Gelberg, Weinheim/Basel 1986 (unter dem Titel Krücke 1993 verfilmt).
- Geschichten für Kinder. Beltz & Gelberg, Weinheim/Basel 1988.
- Fränze. Beltz & Gelberg, Weinheim/Basel 1989.
- Peter Härtling für Kinder. Der bunte Hund – Sonderheft. Beltz & Gelberg, Weinheim/Basel 1989
- Mit Clara sind wir sechs. Von den Scheurers, die sich alle Mühe geben, eine Familie zu sein. Beltz & Gelberg, Weinheim/Basel 1991
- Fundevögel: Geschichten zum Wieder- und Wiederlesen. Für Kinder von neun bis neunzig. Herausgegeben und mit einem Nachwort von Peter Härtling. Radius, Stuttgart 1991.
- Erzählbuch. Geschichten, Gedichte, Texte, Proben, Auswahl von Hans-Joachim Gelberg. Beltz & Gelberg, Weinheim/Basel 1992
- Lena auf dem Dach. Beltz & Gelberg, Weinheim/Basel 1993.
- Jette. Erzählbuch. Geschichten, Gedichte, Texte, Proben. Beltz & Gelberg, Weinheim/Basel 1995.
- Tante Tilli macht Theater. Beltz & Gelberg, Weinheim/Basel 1997.
- Johann Wolfgang von Goethe: »Ich bin so guter Dinge«. Goethe für Kinder. Ausgewählt von Peter Härtling. Insel, Frankfurt am Main 1998
- Reise gegen den Wind. Beltz & Gelberg, Weinheim/Basel 2000
- Romane für Kinder in drei Bänden. Beltz & Gelberg, Weinheim 2003
- Paul das Hauskind. Beltz & Gelberg, Weinheim 2010.
  - Neuauflage mit Illustrationen von Philip Waechter. Beltz & Gelberg, Weinheim 2013, ISBN 978-3-407-74393-0.
- Hallo Opa Liebe Mirjam. Beltz & Gelberg, Weinheim/Basel 2013.
- Djadi, Flüchtlingsjunge. Beltz & Gelberg, Weinheim 2016.

### Essays, Kritiken, Aufsätze, Reden, Interviews, Herausgaben
- Palmström grüßt Anna Blume. Essay und Anthologie der Geister aus Poetia. Goverts, Stuttgart 1961.
- Vergessene Bücher. Hinweise und Beispiele, Goverts, Stuttgart 1966.
- Die Väter. Berichte und Geschichten, hrsg. von Peter Härtling, S. Fischer, Frankfurt am Main 1968.
- Christian Friedrich Daniel Schubart. Strophe für die Freiheit. Hrsg. und eingeleitet von Peter Härtling, Deutsche Verlagsanstalt, Stuttgart 1976.
- Mein Lesebuch. S. Fischer, Frankfurt am Main 1979.
- Meine Lektüre. Literatur als Widerstand, hrsg. von Klaus Siblewski. Luchterhand, Darmstadt/Neuwied 1981
- Du bist Orplid, mein Land! Texte von Eduard Mörike und Ludwig Amandus Bauer. Hrsg. von Peter Härtling. Luchterhand, Darmstadt/Neuwied 1982
- Literatur in der Demokratie. Für Walter Jens zum 60. Geburtstag. Hrsg. von Peter Härtling. Kindler, München 1983.
- Der spanische Soldat oder Finden und Erfinden. Frankfurter Poetik-Vorlesungen, Luchterhand, Darmstadt/Neuwied 1984.
- Und hören voneinander. Reden aus Zorn und Zuversicht, Radius, Stuttgart 1984.
- Deutsche Gedichte des 19. Jahrhunderts. Hrsg. von Peter Härtling. Deutscher Bücherbund, Stuttgart/München 1984.
- Geschichten für uns. Ausgewählt von Peter Härtling. Luchterhand, Darmstadt/Neuwied 1984.
- Friedrich Hölderlin. Ausgewählt von Peter Härtling. Kiepenheuer & Witsch, Köln 1984.
- Für Ottla. Radius, Stuttgart 1984.
- Zueignung. Über Schriftsteller. Erinnerungen an Dichter und Bücher. Radius, Stuttgart 1985.
- Der Wanderer. Luchterhand, Hamburg/Zürich 1988.
- Auskunft für Leser. Hrsg. von Martin Lüdke. Luchterhand, Darmstadt 1988.
- Die Erklärung. Ausgezeichnete Kurzgeschichten. Hrsg. von Peter Härtling, Theodor Weißenborn, Rudolf Otto Wiener. Quell-Verlag, Stuttgart 1988.
- Ein uneingelöstes Vermächtnis. Rede zur Eröffnung der Hermann-Kurz-Ausstellung, Reutlingen 1988. Jürgen Schweier Verlag, Kirchheim unter Teck 1988.
- Wer vorausschreibt, hat zurückgedacht. Essays. Hrsg. von Klaus Siblewski. Luchterhand, Frankfurt am Main 1989.
- Noten zur Musik. Radius, Stuttgart 1990.
- Zwischen Untergang und Aufbruch. Aufsätze, Reden, Gespräche, zusammengestellt von Günther Drommer. Aufbau, Berlin/Weimar 1990.
- Peter Härtling im Gespräch. Hrsg. von Klaus Siblewski. Luchterhand, Frankfurt am Main 1990.
- Brüder und Schwestern. Tagebuch eines Synodalen. Mit der Rede UnserLand MeinerLand KeinerLand AllerLand. Radius, Stuttgart 1991.
- Textspuren. Konkretes und Kritisches zur Kanzelrede. Acht Bände. Hrsg. von Peter Härtling. Radius, Stuttgart 1990–1994.
- Der Anspruch der Kinderliteratur. Jahresgabe 1991 des Freundeskreises des Instituts für Jugendbuchforschung, Johann Wolfgang Goethe-Universität Frankfurt am Main.
- Ich war für all das zu müde. Briefe aus dem Exil. Hrsg. von Peter Härtling. Luchterhand, Hamburg/Zürich 1991.
- Jürgen Krätzer: Gespräch mit Peter Härtling. In: Sinn und Form, 2/1992, S. 268–287.
- Vom Altern. Ein Vortrag. Förderverein Dr.-Wöhringer-Heim, Nürtingen 1992.
- Gegenden, Orte – Hölderlins Landschaft. Ein Festvortrag. Schwäbische Bank, Stuttgart 1993.
- Das wandernde Wasser. Musik und Poesie der Romantik. Salzburger Vorlesungen 1994. Radius, Stuttgart 1994.
- Die Gegend meines Vaters. in: Erlebte Geschichte. Hrsg. von Jürgen Pfeiffer und Gerhard Fichtner. Verlag Schwäbisches Tagblatt, Tübingen 1994.
- Behalten Sie mich immer in freundlichem Andenken. Briefe von und an Friedrich Hölderlin. Ausgewählt und hrsg. von Peter Härtling. Kiepenheuer & Witsch, Köln 1994.
- Hölderlin und Nürtingen. Schriften der Hölderlin-Gesellschaft, Band 19. Hrsg. von Peter Härtling und Gerhard Kurz. Metzler, Stuttgart / Weimar 1994.
- Hörst du's schlagen halber acht: Die Welt der Schule in Gedichten und Prosa. Hrsg. von Peter Härtling und Christoph Haacker, Radius, Stuttgart 1998.
- Notenschrift. Wörter und Sätze zur Musik. Radius, Stuttgart 1998.
- Das andere Ich. Ein Gespräch mit Jürgen Krätzer. Kiepenheuer & Witsch, Köln 1998.
- Reden und Essays zur Kinderliteratur. Hrsg. von Hans-Joachim Gelberg. Beltz & Gelberg, Weinheim 2003.
- Peter Härtling: Erinnerte Wirklichkeit – erzählte Wahrheit. Die Städte meiner Kindheit. Mit einer Einführungsrede von José F. A. Oliver sowie einem Nachwort und einer Bibliographie von Walter Schmitz (Dresdner Poetikdozentur zur Literatur Mitteleuropas). Thelem, Dresden 2007, ISBN 978-3-935712-31-6.

## Ehrungen und Auszeichnungen (Auswahl)

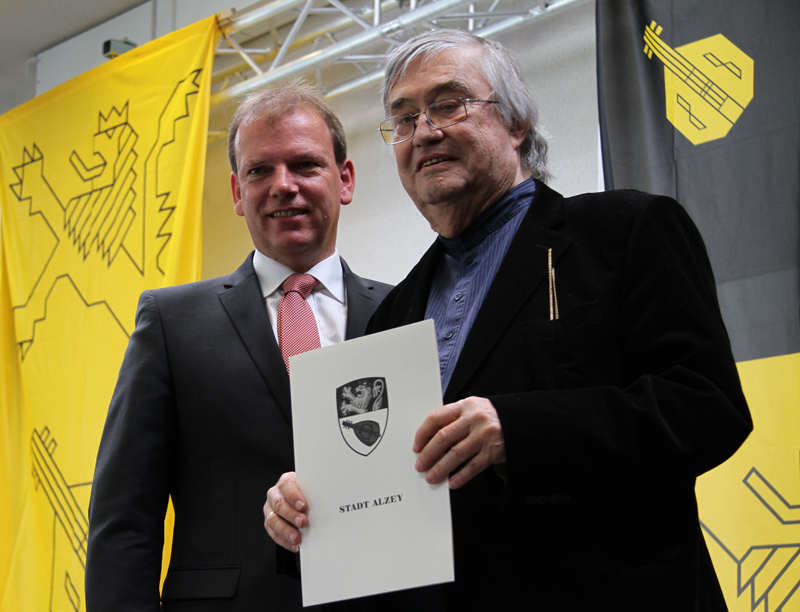
Bei der Verleihung des Elisabeth-Langgässer-Literaturpreises mit dem Bürgermeister von Alzey Christoph Burkhard im Februar 2015

- 1964: Deutscher Kritikerpreis, für Niembsch.
- 1965: Förderpreis Literatur des Landes Niedersachsen, für Niembsch.
- 1966: Ehrengabe des Kulturkreises im Bundesverband der Deutschen Industrie, für Niembsch. Prix du Meilleur livre étranger für die französische Ausgabe von Niembsch.
- 1971: Gerhart-Hauptmann-Preis der Freien Volksbühne Berlin, für Gilles.
- 1974: Schubart-Literaturpreis
- 1976: Deutscher Jugendliteraturpreis, für Oma.
- 1977: Stadtschreiber von Bergen
- 1978: Wilhelmine-Lübke-Preis des Kuratoriums Deutsche Altershilfe.
- 1980: Zürcher Kinderbuchpreis La vache qui lit, für Ben liebt Anna und Sofie macht Geschichten.
- 1982: Naturschutzpreis der Kreisgruppe Groß-Gerau des Bundes für Umwelt und Naturschutz.
- 1987: Hermann-Sinsheimer-Preis und Friedrich-Hölderlin-Preis der Stadt Bad Homburg.
- 1990: Andreas-Gryphius-Preis
- 1992: Lion-Feuchtwanger-Preis
- 1994: Verleihung des Titels eines Professors durch das Land Baden-Württemberg.
- 1995: Großes Bundesverdienstkreuz des Verdienstordens der Bundesrepublik Deutschland
- 1995: Mainzer Stadtschreiber
- 1996: Wilhelm-Leuschner-Medaille des Landes Hessen
- 1996: Verleihung der Karl-Preusker-Medaille durch die Deutsche Literaturkonferenz.
- 2000: Eichendorff-Literaturpreis
- 2001: Sonderpreis des Deutschen Jugendliteraturpreises, für das kinderliterarische Gesamtwerk.
- 2001: Ehrendoktorwürde ((Dr. phil. h. c.) der Justus-Liebig-Universität Gießen[14]
- 2001: Dresdner Poetikdozentur zur Literatur Mitteleuropas
- 2003: Deutscher Bücherpreis, für sein Gesamtwerk
- 2003: Ehrenbürgerwürde der Stadt Mörfelden-Walldorf[5]
- 2004: Ehrenbürgerwürde der Stadt Nürtingen
- 2006: Gerty-Spies-Literaturpreis der Landeszentrale für politische Bildung Rheinland-Pfalz
- 2007: Corine-Ehrenpreis des Bayerischen Ministerpräsidenten, für sein Lebenswerk
- 2010: Kulturpreis des Kreises Groß-Gerau
- 2011: Verdienstorden des Landes Baden-Württemberg
- 2011: Großer Preis der Deutschen Akademie für Kinder- und Jugendliteratur e. V. Volkach
- 2012: Kulturpreis Deutsche Sprache[15]
- 2013: Hölderlin-Ring
- 2014: Hessischer Kulturpreis
- 2015: Elisabeth-Langgässer-Literaturpreis[16]

## Namenspate
Bislang (Stand: 2017) tragen bzw. trugen 20 Schulen in Deutschland seinen Namen.
| Jahr  | Ort                    | Bundesland          | Schultyp                                                                | Bemerkungen                                                    |
| ----- | ---------------------- | ------------------- | ----------------------------------------------------------------------- | -------------------------------------------------------------- |
| 1991  | Langenfeld (Rheinland) | Nordrhein-Westfalen | Gemeinschaftsgrundschule                                                | seit dem 29. Oktober 1991                                      |
| ≤1995 | Schleswig              | Schleswig-Holstein  | Förderzentrum für geistig und mehrfachbehinderte Kinder und Jugendliche |                                                                |
| ≤1995 | Wuppertal              | Nordrhein-Westfalen | Förderschule mit dem Schwerpunkt Emotionale und soziale Entwicklung     |                                                                |
| ≤1995 | Gaildorf               | Baden-Württemberg   | Förderschule                                                            | im Ortsteil Eutendorf                                          |
| ≤1995 | Springe                | Niedersachsen       | Förderschule                                                            |                                                                |
| 1995  | Friedrichsdorf         | Hessen              | Grundschule                                                             |                                                                |
| 1995  | Riedstadt              | Hessen              | Förderschule                                                            | Neubau 2017 eingeweiht                                         |
| 1995  | Düsseldorf             | Nordrhein-Westfalen | Förderschule Schwerpunkt Lernen Primarstufe und Sekundarstufe I         | 2015 umbenannt in Alfred-Herrhausen-Schule                     |
| 1998  | Werl                   | Nordrhein-Westfalen | Förderschule                                                            | im Ortsteil Sönnern                                            |
| 1998  | Remchingen             | Baden-Württemberg   | Grundschule                                                             |                                                                |
| 1998  | Faßberg                | Niedersachsen       | Förderschule                                                            | 2013 aufgelöst                                                 |
| 1999  | Wilferdingen           | Baden-Württemberg   | Grundschule                                                             | vollständige Bezeichnung: „Peter-Härtling-Schule Wilferdingen“ |
| 2003  | Mainz-Finthen          | Rheinland-Pfalz     | Grundschule                                                             | seit dem 27. Juni 2003                                         |
| 2007  | Nürtingen              | Baden-Württemberg   | Privates Gymnasium                                                      |                                                                |
| 2007  | Weil der Stadt         | Baden-Württemberg   | Förderschule                                                            |                                                                |
| ?     | Estedt                 | Sachsen-Anhalt      | Privat-Grundschule                                                      |                                                                |
| ?     | Hülben                 | Baden-Württemberg   | Ganztagesgrundschule                                                    |                                                                |
| ?     | Mülheim an der Ruhr    | Nordrhein-Westfalen | Förderschwerpunkt Emotionale u. soziale Entwicklung                     | im Stadtteil Dümpten, 2015 geschlossen                         |
| ?     | Walheim (Aachen)       | Nordrhein-Westfalen | Förderschule                                                            | Teil der Gemeinschaftsgrundschule (GGS) Walheim                |
| ?     | Wetzlar                | Hessen              | Grundschule                                                             |                                                                |
| 2018  | Berlin-Spandau         | Berlin              | Grundschule                                                             | Zuvor Charlie-Rivel-Grundschule                                |
| 2018  | Erkelenz               | Nordrhein-Westfalen | Grundschule                                                             |                                                                |